# Laue
Laue (slawisch: luge für Grassumpf oder Wiesenland) ist ein Ortsteil der Großen Kreisstadt Delitzsch im Landkreis Nordsachsen des Freistaates Sachsen. Die Gemeinde wurde 1378 erstmals urkundlich bestätigt und am 1. März 1994 nach Delitzsch eingemeindet. Der Ortsteil hat rund 190 Einwohner (Stand 5/2020).

## Lage
Der Ortsteil Laue liegt etwa sechs Kilometer nordöstlich von der Stadtmitte Delitzschs entfernt. Südlich verlaufen von Nordwesten kommend der Lober-Leine-Kanal, von Südwesten kommend die B 183a. Im Nordosten grenzt das Gemeindegebiet an Sausedlitz, im Südosten an Spröda und im Westen an Benndorf.

## Geschichte

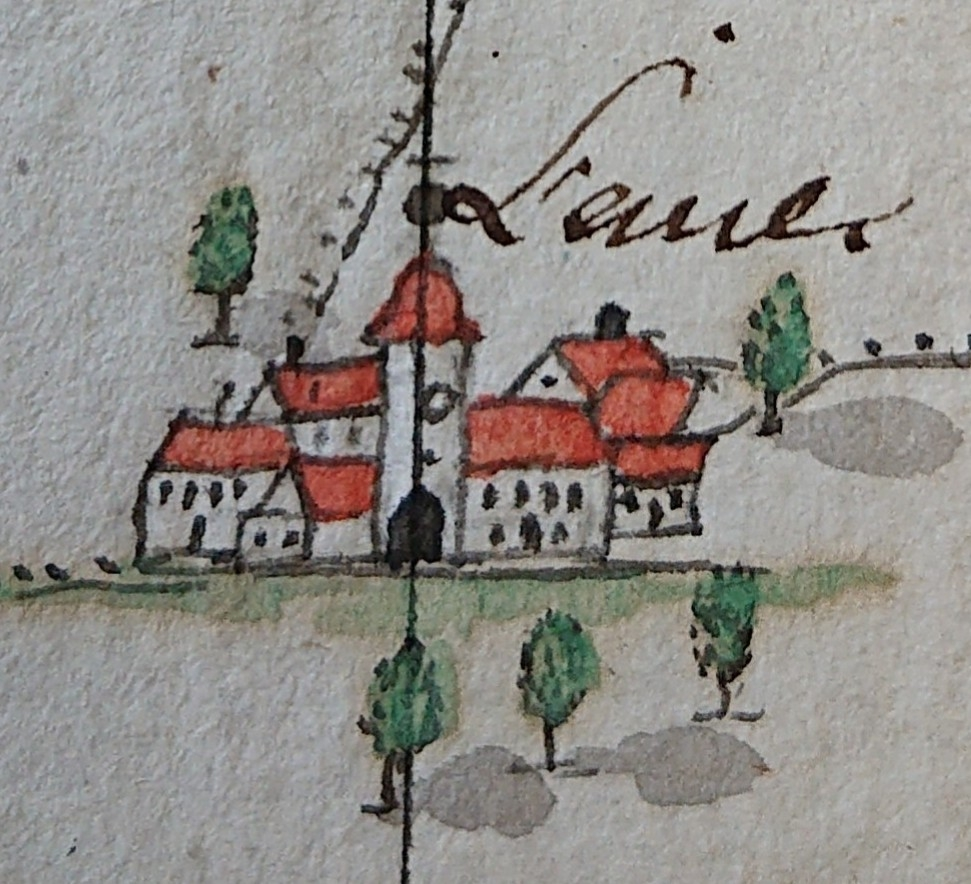
Laue im Jahre 1810

Die Gemeinde Laue wurde erstmals 1378 als Luge urkundlich erwähnt. Weitere Erwähnungen stammen aus den Jahren 1518 (Lugk) und 1535 (Lawe). 1350 lag die Ortschaft im „markgräflich-meißnischen districtus Deltsch“. 1445 wurde sie in der kurfürstlich-sächsischen Pflege Delitzsch erwähnt. Von 1503 bis 1547 lag Laue im herzoglich-, dann bis 1806 kurfürstlich- und ab 1806 im königlich sächsischen Amt Delitzsch des Leipziger Kreises. 1815 wurde die Gemeinde preußisch und dem Regierungsbezirk Merseburg in der Provinz Sachsen zugeordnet. Laue wurde 1945 durch amerikanische und später dann sowjetische Truppen besetzt. 1947 wurde der Ort dem Land Sachsen-Anhalt zugeordnet. Nach der Verwaltungsgebietsreform von 1952 gehörte Laue dem DDR-Bezirk Leipzig an. Laue wurde am 1. März 1994 zusammen mit dem Ort Benndorf in die Stadt Delitzsch eingemeindet.

### Einwohnerentwicklung
(jeweiliger Gebietsstand)
| Datum | Einwohner             |
| ----- | --------------------- |
| 1551  | 17 Hufner, 6 Inwohner |
| 1747  | 23 Hufner, 23 ¼ Hufen |
| 1818  | 233                   |
| 1880  | 255                   |
| 1895  | 258                   |
| 1910  | 274                   |
| 1925  | 298                   |
| 1939  | 262                   |
| 1946  | 366                   |
| 1950  | 352                   |
| 1964  | 280                   |

| Datum (zum 31.12.) | Einwohner |
| ------------------ | --------- |
| 1990               | 212       |
| 1991               | 220       |
| 1992               | 209       |
| 1993               | 222       |
| 2011 ¹             | 203       |

¹ nur Hauptwohnsitze am 30.09. (Quelle: Einwohnermeldeamt Stadt Delitzsch)
- FW: 5
- SPD: 2

## Politik
Laue verfügt über einen eigenen Ortschaftsrat mit sieben Sitzen und einem Ortsvorsteher sowie Stellvertreter. Bei den letzten Ortschaftsratswahlen am 25. Mai 2014 entfielen fünf Sitze auf die Freien Wähler (66 %), wobei der fünfte Sitz nicht zuteilbar war, da nur vier Kandidaten gestellt wurden. Die anderen zwei Sitze bekam die SPD (26,6 %), bei der ebenfalls der zweite Sitz nicht zuteilbar war. Die restlichen 7,4 % entfielen auf sonstige Parteien, von denen keine einen Sitz erhielt. Ortsvorsteher ist Thomas Görner (FW), Stellvertreter Carsten Hesse (SPD). Die nächste Wahl ist voraussichtlich im Jahr 2019.

## Feuerwehr, Vereine, Sehenswürdigkeiten

### Vereine
Der Verein Laue – Land und Leute e. V. ist ein gemeinnütziger Verein, zur Förderung und Organisierung des örtlichen Gemeinschaftslebens. Hierzu zählte unter anderem die Rekonstruktion des dörflichen Brotbackofens auf dem zentralen Anger. Dieser wird immer noch regelmäßig von den Einwohnern genutzt.
Im Jahr 2005 gründete sich der Verein „Motorsport Team Görner e. V.“, die gleichnamige Familie betreibt seit über 40 Jahren aktiven Rennsport. Seit 1998 nehmen sie über den ADMV und ADAC an Berg- und Rundstreckenrennen im historischen Motorsport erfolgreich teil.
Feuerwehr
Die Freiwillige Feuerwehr Laue wurde im Jahr 1889 gegründet. Sie besteht aus einer Einsatz Abteilung, einer Alters- und Ehrenabteilung und hat eine Jugendfeuerwehr Abteilung. Das Einsatzfahrzeug ist ein Gerätewagen-Nachschub (GW-N) mit Tragkraft-Spritzen-Anhänger (TSA). Im Jahr 2019 rückte die Einsatz Abteilung zu 19 Einsätzen aus. Die Ortsfeuerwehr Laue bildet mit Ortsfeuerwehr Beerendorf und Ortsfeuerwehr Spröda-Poßdorf, den Löschzug Ost (LZ-Ost), der Gemeindefeuerwehr Delitzsch.

### Dorfkirche
Die barocke Saalkirche mit westlichem Dachreiter und Westturm wurde 1739 anstelle eines älteren Vorgängerbaus errichtet. An der südlichen Saalwand befindet sich eine Mauernische mit spätgotischer Eisengittertür. Vor dem einfachen Altar mit barockem Portikuskanzelaufsatz steht ein Sandsteintaufbecken aus dem Jahre 1591. Mit dem Neubau wurde bereits 1736 eine neue, barocke Orgel angeschafft.  An der Nordseite befindet sich eine farbig gefasste Patronatsloge (Sakristei). Die barocken Emporen stammen aus der Zeit um 1739. Aus der zweiten Hälfte des 19. Jahrhunderts stammt die Geissler-Orgel mit dreiteiligem Prospekt, die das vorherige Instrument aus dem 18. Jahrhundert ersetzte. Der Glockenturm beherbergt eine spätgotische Bronzeglocke aus dem frühen 15. Jahrhundert. Die Kirche wurde von 1964 bis 1970 renoviert. Inzwischen finden weitere Arbeiten zur Erhaltung der Bausubstanz statt.